# Ilusión de Zöllner

La ilusión de Zöllner, descubierta por el astrofísico alemán Johann Karl Friedrich Zöllner, es una ilusión óptica en la que las rectas paralelas parecen inclinarse hacia la derecha, hacia arriba o hacia abajo, por influjo de los segmentos oblicuos añadidos a estas.